# Acrolophus sarista
Acrolophus sarista är en fjärilsart som beskrevs av Edward Meyrick 1913. Acrolophus sarista ingår i släktet Acrolophus och familjen Acrolophidae. Inga underarter finns listade i Catalogue of Life.